# Acy-Romance
Acy-Romance là một xã ở tỉnh Ardennes, thuộc vùng Grand Est ở phía bắc nước Pháp.